# Бібліотека Тернопільського національного медичного університету імені І. Я. Горбачевського
Бібліотека Тернопільського національного медичного університету імені І. Я. Горбачевського — структурний підрозділ Тернопільського національного медичного університету імені І. Я. Горбачевського, який здійснює інформаційне забезпечення навчального процесу і наукову роботу, надає допомогу в підготовці висококваліфікованих спеціалістів-лікарів.

## Історія

Зовнішній вигляд бібліотеки

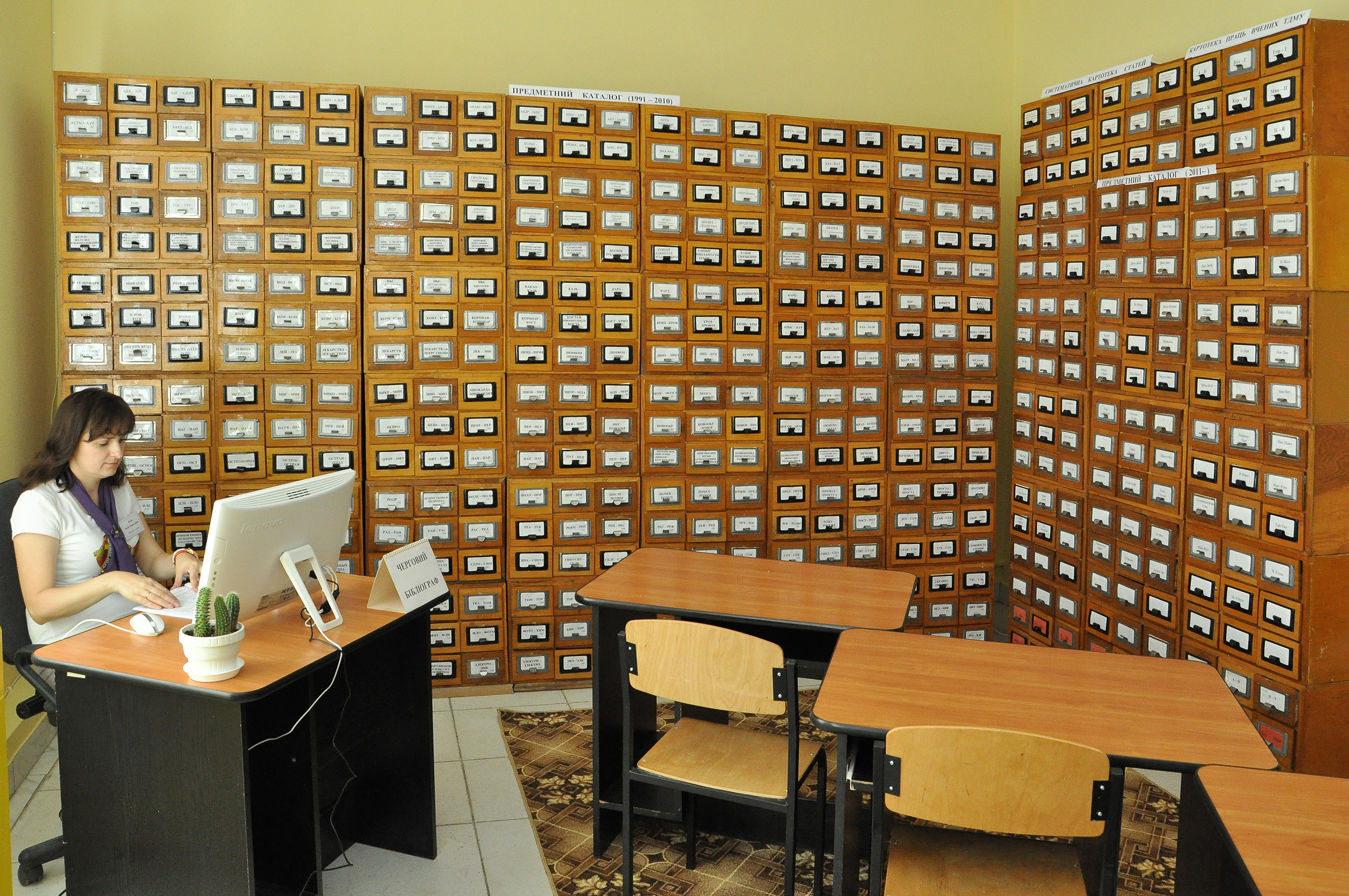
Систематичні каталоги

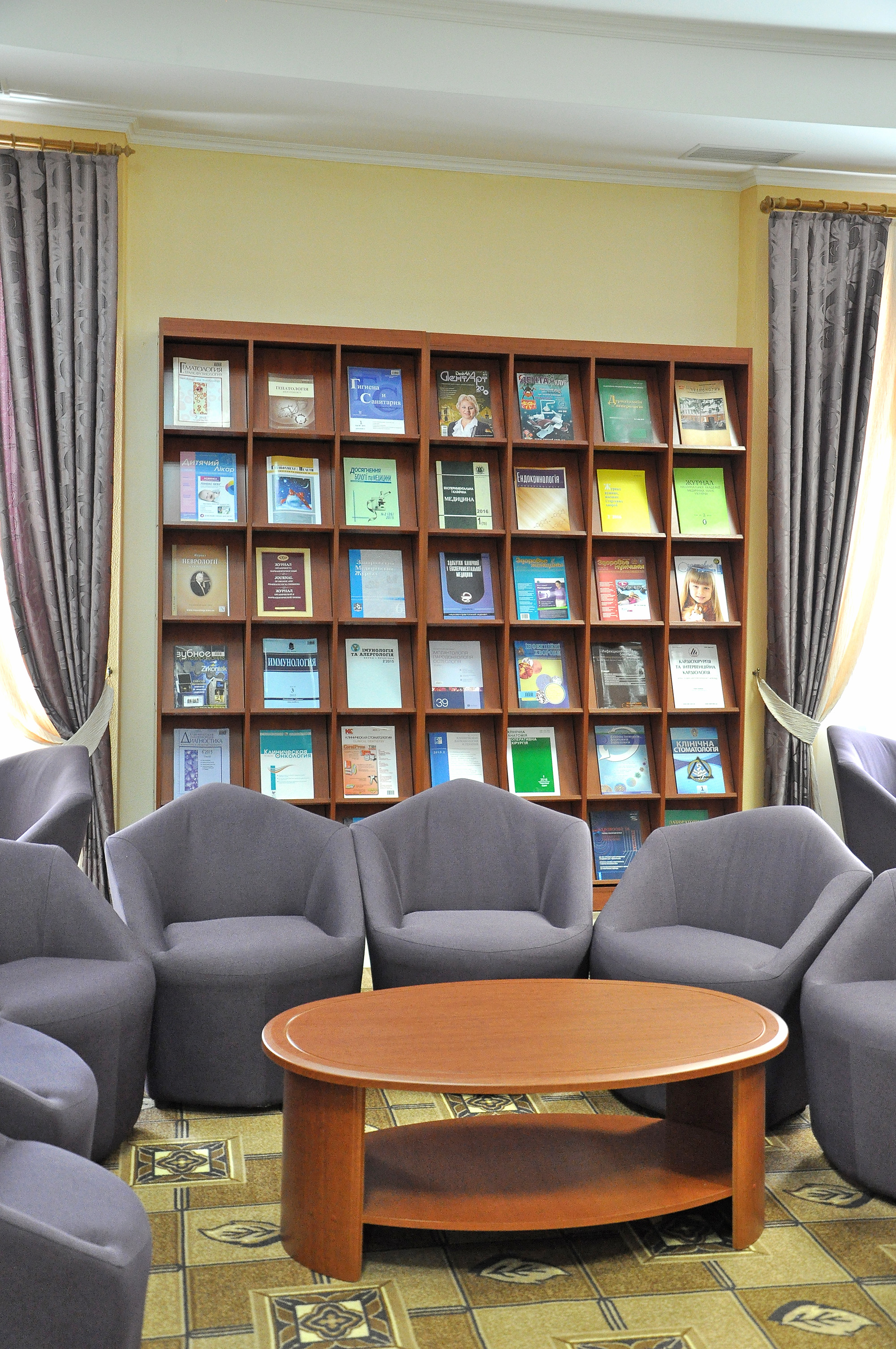
У читальному залі

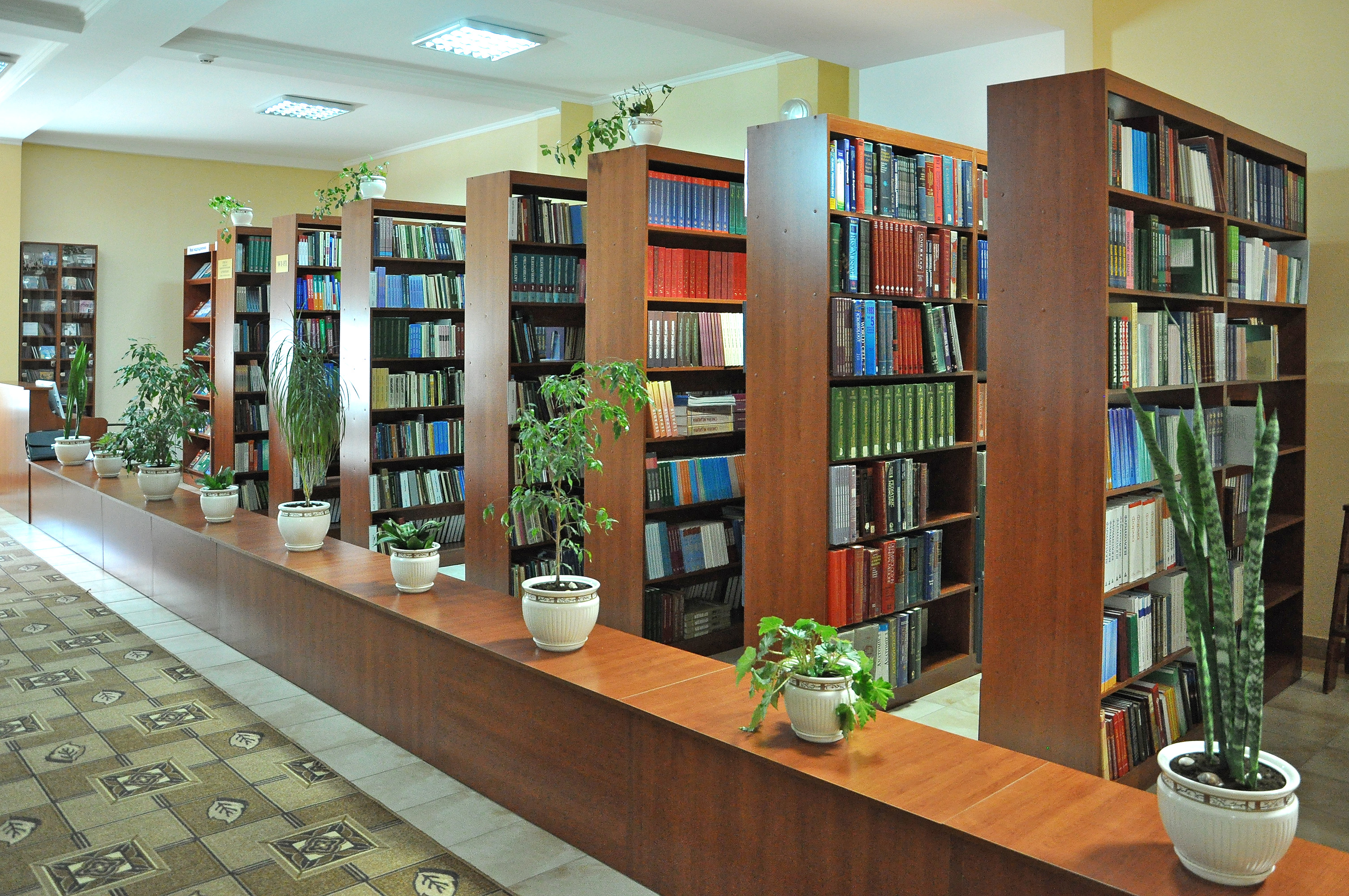
Стелажі книг

Бібліотеку засновано в липні 1957 року відповідно до наказу ректора Тернопільському державного медичного інституту № 21 від 27 червня. Сучасна назва — від 1997. Розташована в Тернополі на вулиці Січових Стрільців, 8.
Книгозбірня розпочала свою роботу, маючи у штаті 3-х фахівців-бібліотекарів. До послуг користувачів були абонемент та читальний зал, які розмістились у двох кімнатах. Її фонд нараховував 12 400 примірників документів, більшість із яких була передана з обмінних фондів інших бібліотек.
З розвитком інституту з року в рік зростала матеріально-технічна база бібліотеки, збільшувався книжковий фонд, зростала кількість працівників та користувачів, створювались нові відділи, розпочався процес комп’ютеризації та автоматизації бібліотечних процесів. У 2005 році бібліотека отримала окреме приміщення за адресою: вул. Січових Стрільців, 8.
Нині бібліотека — потужна інформаційна установа, науковий, просвітницький центр університету.
У 2015—2016 році приміщення бібліотеки суттєво оновлено та відремонтовано. Облаштовано сучасний читальний зал  на 120 місць, розділений на декілька функціональних зон (зона для роботи з документами, інтернет-цент, сектор періодичних видань, місце для проведення конференцій, зустрічей, презентацій тощо), читальний зал для викладачів та аспірантів, зал для роботи з авторефератами та дисертаціями. Організовано зал каталогів та картотек, де користувачі можуть отримати довідку про наявність того чи іншого видання у бібліотеці, здійснивши пошук в електронному чи традиційному (паперовому) каталозі. Для зручності пошуку в електронному каталозі в залі встановлено спеціальні пошукові термінали.
22 червня 2016 року в оновленій читальній залі відбулося засідання вченої ради університету.
У бібліотеці функціонує локальна комп'ютерна мережа на основі програмного забезпечення АБІС ІРБІС. Книговидача здійснюється в автоматизованому режимі. До послуг відвідувачів — понад сорок сучасних комп’ютерів, Wi-fi, доступ до електронних баз даних, електронні видання.
Бібліотека ТНМУ підтримує і розширює зв'язки з іншими науковими книгозбірнями. У 2016 році бібліотека стала учасником Корпорації медичних бібліотек України [Архівовано 13 травня 2021 у Wayback Machine.], що дозволяє отримувати інформацію про зміст 317 медичних журналів (217 українських та 100 закордонних), замовляти для користувачів скан-копії статей із журналів, які не передплачує університетська книгозбірня.
Бібліотека розташована  в м. Тернополі за адресою: вул. Січових Стрільців, 8.
У гуртожитку № 4 (вул. Коцюбинського, 18 а) розміщено філіал читального залу.
У гуртожитку № 1 (вул. Торговиця, 3) діє абонемент іноземних студентів.

## Структура
У бібліотеці функціонують такі відділи:
- відділ комплектування та наукової обробки документів;
- інформаційно-бібліографічний відділ;
- відділ обслуговування та зберігання фондів (3 абонементи, 5 читальних залів).

## Фонд
Головним інформаційним ресурсом бібліотеки є фонд навчальної, наукової та довідкової літератури українською, англійською, російською та іншими іноземними мовами. Станом на 01.01.2021 загальний фонд бібліотеки становить понад 359 946 примірників видань, у тому числі 279 672  примірники книг, 42037 примірників періодичних видань, 14720 примірників неопублікованих документів (авторефератів, дисертацій, магістерських робіт тощо), 723 електронних носії з записом, 22794 мережевих локальних документи. 
Фонд рідкісних та цінних видань становить 1809 примірників документів з медицини та біології, надрукованих у період  від 1850 до 1950 року.
Бібліотека отримує обов'язковий  примірник усіх документів, що видаються у видавництві ТНМУ «Укрмедкнига».
Щорічно бібліотека отримує близько 10 тис. примірників видань

## Довідково-бібліографічний апарат
Довідково-бібліографічний апарат бібліотеки є системою традиційних та електронних каталогів. Наявність електронного каталогу (ЕК) значно спрощує пошук необхідної інформації оскільки він об'єднує в собі функції систематичного, абеткового каталогів та систематичної картотеки статей.
Електронний каталог бібліотеки складається з таких баз даних:
- Алфавітний каталог книг,
- Систематичний каталог книг,
- Каталог дисертацій, авторефератів дисертацій, магістерських робіт
- Предметний каталог статей з фахових періодичних видань
- Систематичну картотеку статей з періодичних видань
- Краєзнавчу картотеку,
- Картотеку праць викладачів ТНМУ,
- Каталог цінних і рідкісних видань,
- Картотеку журналів та продовжуваних видань, що надходять до бібліотеки.

Для користувачів бібліотеки працює віртуальна довідкова служба, яка є частиною інформаційного сервісу бібліотеки. Довідки виконуються кваліфікованими бібліографами у формі персональної відповіді надсилається на електронну адресу користувача. 

## Діяльність
Супровід наукової та навчальної діяльності — головна функція, яка формує імідж бібліотеки, визначає її місце серед підрозділів університету. Робота бібліотеки ТНМУ спрямована на забезпечення освітньої та наукової діяльності університету на основі якісного та оперативного задоволення інформаційних потреб студентів, професорсько-викладацького складу та співробітників вишу.
Станом на 01.01.2021 р. кількість користувачів бібліотеки за єдиним обліком становила 7 317 осіб, з них:
- викладачів та інших працівників університету — 735;
- студентів — 6 571;
- інших — 11.

Бібліотека надає цілодобовий віддалений доступ до інформаційних ресурсів, впроваджує online-сервіси, забезпечує комп’ютеризоване обслуговування.
Комфортні читальні зали надають відкритий доступ до друкованих та електронних колекцій; мають простір для індивідуальної та групової роботи; оснащені комп’ютерами, точками доступу WI-FI.
З метою популяризації бібліотечних фондів та задоволення інформаційних потреб користувачів у бібліотеці організовуються книжкові виставки, проводяться дні інформації, дні кафедри, зустрічі, презентації, навчальні курси тощо.
Культурно-просвітницька діяльність бібліотеки охоплює проведення літературних вечорів, творчих зустрічей, організацію персональних виставок художників митців тощо.

## Колектив

### Директори
У різні періоди бібліотеку очолювали:
- Павло Сидорович Герасименко,
- Алла Володимирівна Мочарська,
- Наталія Юріївна Григор’єва,
- Дарія Миколаївна Тараненко,
- Ігор Іванович Гаврищак,
- Олена Ярославівна Проців — від 2015

### Бібліотекарі
- Валентина Галайчук — заступник  директора

#### Інформаційно-бібліографічний відділ
- Наталія Водюк — завідувачка відділу
- Валерія Гриськів — бібліограф I категорії
- Надія Криськів — бібліограф I категорії
- Любов Лущинська — бібліограф I категорії

#### Відділ обслуговування та зберігання фондів
- Євгенія Демків — завідувачка відділу
- Галина Галат — бібліотекар I категорії
- Світлана Дембровська — бібліотекар I категорії
- Наталія Древаль — бібліотекар I категорії
- Людмила Кушнір — бібліотекар I категорії
- Тетяна Ковальська — бібліотекар I категорії
- Тетяна Майовецька — бібліотекар I категорії
- Ірина Серединська — бібліотекар II категорії
- Надія Сивенька — бібліотекар
- Ірина Стасишин  — бібліотекар I категорії
- Галина Харитонова — бібліотекар I категорії
- Світлана Шпунар — бібліотекар I категорії

#### Відділ комплектування та  наукової обробки документів
- Любомира Кіш — завідувачка відділу
- Любов Романів — провідний бібліотекар
- Світлана Пушкар — бібліотекар I категорії

## Видання
Одним із напрямків роботи бібліотеки є видавнича діяльність. Фахівці книгозбірні підготували ряд видань, серед них бібліографічні покажчики про Євгена Бліхара, Леоніда Ковальчука, Ростислава-Юрія Коморовського, Анатолія Локая, Олену Маркову, Миколу Скакуна.